# Wikipedia tiếng Hebrew
Wikipedia tiếng Hebrew là một phiên bản Wikipedia, một bách khoa toàn thư mở.